# Phare de Mull of Kintyre
Le phare de Mull of Kintyre est un phare édifié à l'extrémité de la péninsule de Kintyre (anciennement Cantyre et en gaélique écossais :Maol Chinn Tire), sur le cap de Mull of Kintyre donnant en mer d'Irlande, dans le comté de Argyll and Bute dans le sud-ouest de l'Écosse. Il est le deuxième phare à avoir été construit en Écosse et guide la navigation dans le North Channel, détroit séparant l'Irlande de la Grande-Bretagne.
Il est maintenant protégé en tant que monument classé du Royaume-Uni de catégorie A.
Ce phare est géré par le Northern Lighthouse Board (NLB) à Édimbourg,l'organisation de l'aide maritime des côtes de l'Écosse.

## Histoire

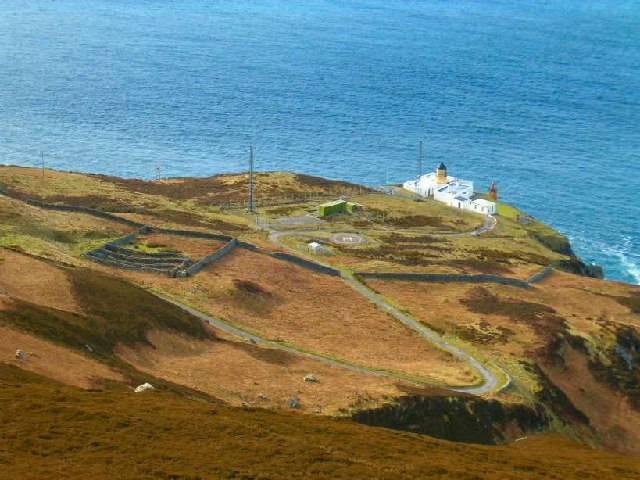
Le phare

Le Mull of Kintyre est à environ 16 km de Campbeltown et à 13 km au-delà du village de Southend, le plus au sud de la péninsule de Kintyre.
Le phare de Mull of Kintyre fut le deuxième phare construit en Écosse par les Commissioners of Northern Light Houses. Il a été conçu et construit par Thomas Smith et achevé en 1788. Alan Smith avait auparavant conçu le phare de Kinnaird Head, mais celui de Mull of Kintyre fut un projet beaucoup plus substantiel, dans un endroit beaucoup plus éloigné.
Le phare a été reconstruit dans les années 1820. Son feu a été fixe jusqu'en 1906, puis est il est devenu clignotant avec une augmentation de sa puissance de 8 000 à 281 000 candela. Il a été reconverti à l'électricité en 1976. Le phare a été automatise en 1996 et il est maintenant géré par les bureaux du NLB d'Édimbourg.
C'est une tour cylindrique en brique blanche de 11 m de hauteur, avec lanterne et galerie, attenante à une maison de gardien d'un étage. Il émet, à 91 m au-dessus du niveau de la mer, 2 flashs blancs toutes les 20 secondes.
Les anciens bâtiments de gardiennage sont maintenant gérés comme gîtes de vacances par le National Trust for Scotland. Le site est accessible par une petite route pavée et le stationnement est disponible près du phare.

### Lien connexe
- Liste des phares en Écosse